# Jean Martinez
Pour l'avocat, voir Institut de formation politique#Jean Martinez.
Pour les articles homonymes, voir Martinez.
 (mai 2017).
Jean Raymond Martinez Péréa, né à Nice le 22 mars 1962, est un comédien, producteur et metteur en scène français de théâtre.

## Biographie

### Enfance et formation
Il est le deuxième enfant d'une fratrie de trois enfants. Jean Martinez effectue ses études primaires à Mandelieu, puis à Cannes à l'école de la Ferrage, près de l'atelier de menuiserie ébénisterie familial de la rue Louis Blanc. À cette époque, il pratique assidument deux sports. L'un collectif, le football (avec l'équipe de son école), l'autre individuel, le judo (discipline dans laquelle il ne tarde pas à obtenir sa ceinture noire).
Au-delà du sport, Jean souhaite assouvir une autre de ses passions, l'art dramatique. C'est la raison pour laquelle il va suivre le cours John Strasberg, puis la classe supérieure des conservatoires de la ville de Paris (cours Cochet).

### Carrière
Il commence sa carrière au théâtre en 1987 où il interprète plus d'une quinzaine de personnages du répertoire classique de Molière, Marivaux, Alfred de Musset, Jean Racine, Victor Hugo, etc. Il joue notamment sous les directions de Francis Joffo, Antoine Vitez et Olivier Cortal. Il est Don Juan dans la pièce éponyme de Molière. Son partenaire de scène, Michel Galabru, affirme qu'il est le plus beau de tous ceux qui ont incarné le célèbre personnage à ses côtés.
Après avoir interprété une grande partie du répertoire classique, il obtient un rôle dans La Fille de d'Artagnan réalisé par Bertrand Tavernier en 1994. Il y incarne le duc de Longueville, et rencontre Sophie Marceau.
En 1997, il cofonde l'une des toutes premières sociétés Françaises de production théâtrale, Nouvelle Scène. Il est amené à réduire son activité de comédien. Auparavant, il fut le directeur artistique de la Compagnie du Renard, et de différents Festivals de théâtre notamment celui de Cannes, de Mandelieu-la-Napoule et de Bonifacio.
À partir de septembre 2012, il joue au Théâtre Comédie Bastille aux côtés de Paul Belmondo et de Delphine Depardieu dans une pièce de Martial Courcier intitulée Plus Vraie Que Nature. Il aura l'immense honneur de jouer devant son héros d'enfance, Jean-Paul Belmondo.

### Vie privée
Jean est le frère de Martine Martinez, Miss France 1981 du Comité Miss France Jean Raibaut. Son autre sœur, Michèle Martinez, est avocate à Cannes. Il est aussi le beau-frère du juge Jean-Paul Renard. Son petit cousin, Vincent Péréa, est un écrivain biographe, spécialisé dans les biographies de stars hollywoodiennes. Son premier livre est consacré à la vie de Natalie Portman, et sort en mars 2014.
En 1998, Jean se marie à Mouans-Sartoux avec la fille du comédien Claude Giraud, Marianne Giraud. Elle lui donnera deux filles en 1999 et 2001, Victoria et Adriana.

## Filmographie

### Cinéma
- 1994 : La Fille de d'Artagnan de Bertrand Tavernier : le duc de Longueville

### Télévision
- 1992 : La Vie de Galilée de Bertolt Brecht, réalisé par Hugo Santiago.

### Théâtre
- 1991 : Bérénice de Jean Racine, avec Martine Chevallier.
- 1992 : Dom Juan de Molière, avec Michel Galabru, Théâtre Mouffetard.
- 1994 : Phèdre de Jean Racine, mise en scène de Jean-François Remi, avec Jean-François Remi et Jean-Claude Drouot.
- 1995 : La Valse du hasard de Victor Haim, avec Dominique Constanza.
- 1996 : Le Cid de Pierre Corneille, mise en scène de Rodriguez, avec François Hermel.
- 1997 : Coriolan de William Shakespeare, avec Francis Lalanne et Guy Tréjan.
- 2001 : Dom Juan de Molière, avec Michel Galabru, Théâtre Mouffetard.
- 2003 : Une jeunesse de passage de Stéphane Y. Braka, mise en scène d'Éric Le Hung, avec François Perrot et Géraldine Danon, Cinéâtre 13.
- 2012 : Plus vraie que nature de Martial Courcier, mise en scène de Raphaëlle Cambray, avec Paul Belmondo et Delphine Depardieu, Comédie Bastille.
- 2014 : Le Charlatan de Robert Lamoureux.